# ناحیه گرم‌فسک، میشیگان
ناحیه گرم‌فسک (به انگلیسی: Germfask Township) یک منطقهٔ مسکونی در ایالات متحده آمریکا است که در شهرستان اسکولکرافت واقع شده‌است.
 ناحیه گرم‌فسک  ۴۸۶ نفر جمعیت دارد و ۲۱۰ متر بالاتر از سطح دریا واقع شده‌است.